# Иннокентьевский сельсовет (Завитинский район)
Инноке́нтьевский сельсове́т — упразднённое муниципальное образование со статусом сельского поселения в составе Завитинского района Амурской области. 
Административный центр — село Иннокентьевка.

## История
10 ноября 2005 года в соответствии с Законом Амурской области № 88-ОЗ муниципальное образование наделено статусом сельского поселения.
Упразднён в январе 2021 года в связи с преобразованием муниципального района в муниципальный округ.

## Население
| 2002 | 2010 | 2011 | 2012 | 2013 | 2014 | 2015 |
| ---- | ---- | ---- | ---- | ---- | ---- | ---- |
| 913  | ↘641 | ↘634 | ↘605 | ↘592 | ↘563 | ↘546 |
| 2016 | 2017 | 2018 |      |      |      |      |
| ↘535 | ↘511 | ↘490 |      |      |      |      |

## Состав сельского поселения
| № | Населённый пункт | Тип населённого пункта       | Население |
| - | ---------------- | ---------------------------- | --------- |
| 1 | Демьяновка       | село                         | 113       |
| 2 | Демьяновка       | железнодорожная станция      | 0         |
| 3 | Ивановка         | село                         | ↘146      |
| 4 | Иннокентьевка    | село, административный центр | ↘239      |